# Jōdai Tano

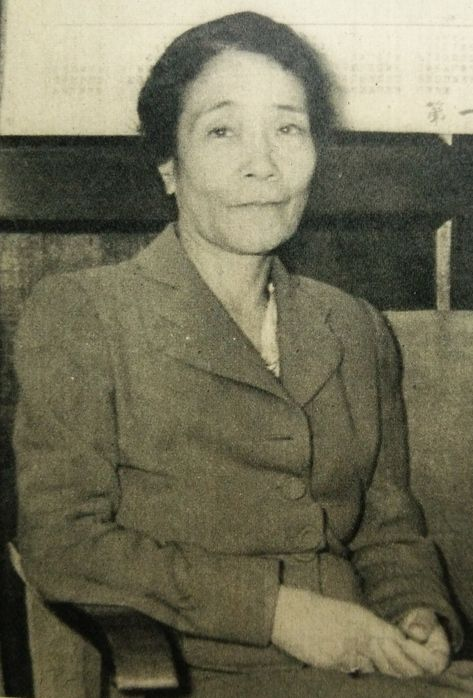
Jōdai Tano

Jōdai Tano (japanisch 上代 たの; geboren 3. Juli 1886 in Daitō, Präfektur Shimane; gestorben 4. April 1982) war eine japanische Professorin und Pazifistin.

## Leben und Wirken
Jōdai Tano wurde während der Schulzeit Christin. 1910 machte sie seinen Abschluss in Englischer Literatur an der „Nihon Joshi Daigaku“ (日本女子大学). Sie begann 1918 ein Studium am Wellesley College in den Vereinigten Staaten und kehrte 6 Jahre später nach Japan zurück, wo sie Professorin an seiner Alma Mater wurde. Darüber hinaus beteiligte sie sich an der Gründung der Japan Women’s Peace Association (日本婦人平和協会, Nihon fujin heiwa kyōkai), die 1918 von Nitobe Inazō gefördert wurde. Sie nahm am internationalen Kongress der Women’s International League for Peace and Freedom 1926 in Dublin teil. Später wirkte sie als Vorsitzende der Vereinigung und informierte Japan über die Friedensaktivitäten von Frauen im Ausland. 1955 gründete sie mit dem Nobelpreisträger Yukawa Hideki und anderen das „Committee of Seven to Appeal for World Peace“.
Jōdai führte eine Vielzahl von Aktionen im Rahmen der Friedensbewegungen durch. Sie war Mitglied der japanischen Nationalkommission für die UNESCO und Direktorin des International House of Japan. Nach dem Zweiten Weltkrieg war sie es, die die Universitätsbibliothek der Nihon Joshi Daigaku wieder eröffnete. Sie verfasste ein Buch über „Leigh Hunt“. Weiter gibt es ihre Textsammlung „Jōdai Tano no Bunshu“ (上代たの文集).
Jōdai wurde 1962 als Ehrendoktorin der Rechtswissenschaft geehrt. 1982 wurde sie Ehrenbürgerin der Stadt Tokio.